# Besatz (Fischerei)
Besatz ist eine weit verbreitete Hegemaßnahme in der Fischerei, um Fischbestände neu zu etablieren, zu erhalten oder potentiell zu steigern. Beim Fischbesatz werden Fische (Brütlinge, Sömmerlinge, ältere Jungfische, aber auch Adultfische) in das Gewässer ausgesetzt, oder es werden befruchtete Eier eingesetzt. Die Besatzfische stammen aus Wildfängen aus anderen Gewässern oder werden in Brutanstalten gezüchtet. In der ersten Hälfte des 19. Jahrhunderts wurde dazu in Frankreich eine Methode der künstlichen Befruchtung von Fischeiern entwickelt. Die erste schweizerische Brutanstalt wurde 1854 vom Kanton Zürich in Meilen erbaut. Anglervereine investieren oft Geld in Jungfische für ihre Seen, um den Besatz durchzuführen.
Es lassen sich sechs grundlegende Besatzformen benennen, die sich in Hinblick auf Anwendungsgebiet, Zielstellung (fischereilich oder naturschutzfachlich) und gesellschaftliche sowie naturschutzfachliche Konfliktpotenziale unterscheiden. Diese lassen sich weiter unterteilen in Besatzmaßnahmen mit nicht natürlich rekrutierenden Arten und Besatz mit Arten, die im Besatzgewässer vorkommen und sich erfolgreich reproduzieren:
| Nicht natürlich rekrutierende Fischarten |
| ---------------------------------------- |
| Einbürgerungs- bzw. Initialbesatz        |
| Erhaltungsbesatz                         |
| Wiederansiedlungsbesatz                  |
| Natürlich rekrutierende Fischarten       |
| Steigerungsbesatz                        |
| Kompensations- bzw. Ausgleichsbesatz     |
| Stützungsbesatz                          |

In Abhängigkeit des jeweiligen Zielgewässers und der Fischart und je Bewirtschaftungsziel kommen bestimmte Fischbesatzformen zum Einsatz. Fischbesatz ist nur in ganz bestimmten Fällen sinnvoll und erfolgreich. Unter verschiedenen Umständen erweisen sich alternative Bewirtschaftungsmaßnahmen wie die Aufwertung von Lebensräumen oder die Kontrolle der Fischentnahme als besser geeignet. Insbesondere die Renaturierung von Gewässern und der Bau von Fischaufstiegen, um die Fischwanderung wieder zu ermöglichen, können zur Förderung der Fischbestände beitragen. So wurde 2023 in einer Studie im Fachmagazin Science anhand von großangelegten Freilandexperimenten belegt, dass Renaturierungen, die das Ökosystem und den Lebensraum der Fische verbessern (z. B. Schaffung von Flachwasserzonen), effektiver zur langfristigen Erhöhung der Fischbestände beitragen können und Fischbesatz keine nachhaltige Lösung darstellt.